# Tarif 'Novogodnij'
Tarif 'Novogodnij' (Тариф «Новогодний») è un film del 2008 diretto da Evgenij Bedarev.

## Trama
Al giorno d'oggi, i miracoli di Capodanno avvengono grazie al progresso tecnologico e Babbo Natale potrebbe rivelarsi un normale venditore di telefoni.